# Anopheles wilsoni
Anopheles wilsoni este o specie de țânțari din genul Anopheles, descrisă de Evans în anul 1934. Conform Catalogue of Life specia Anopheles wilsoni nu are subspecii cunoscute.